# È Romani Glinda
É Romani Glinda (Den romska spegeln) var en tidskrift som gavs ut i Sverige 1998–2019. Tidskriften startades av förläggaren och författaren Fred Taikon med syfte att lyfta romsk kultur och frågor som rör romer nationellt och internationellt. 2019 lades tidskriften ned på grund av minskat tidskriftsstöd från Kulturrådet.